# Nothopsyche montivaga
Nothopsyche montivaga är en nattsländeart som beskrevs av Nozaki 1999. Nothopsyche montivaga ingår i släktet Nothopsyche och familjen husmasknattsländor. Inga underarter finns listade i Catalogue of Life.